# Arrondissement di Molsheim
L'arrondissement di Molsheim è una suddivisione amministrativa francese, situata nel dipartimento del Basso Reno e nella regione del Grand Est.

## Composizione
L'arrondissement di Molsheim raggruppa 69 comuni in 5 cantoni:
- cantone di Molsheim
- cantone di Rosheim
- cantone di Saales
- cantone di Schirmeck
- cantone di Wasselonne.